# CS Dinamo București
El Clubul Sportiv Dinamo București es un club polideportivo de la ciudad de Bucarest, Rumania, y uno de los más exitosos del país junto con el FCSB. El CS Dinamo cuenta con clubes profesionales en deportes de equipo como el fútbol, balonmano, hockey, baloncesto, rugby, atletismo, voleibol y artes marciales, entre otros, además de contar con numerosos medallistas olímpicos individuales a lo largo de su historia.

## Historia
El club fue fundado el 14 de mayo de 1948 por el Ministerio del Interior de Rumania. Desde su fundación, el club mantuvo una gran rivalidad competitiva con el otro club departamental militar, el Clubul Central al Armatei. La ley de creación del CS Dinamo fue firmada en un edificio de la calle Lipscani.

## Deportistas

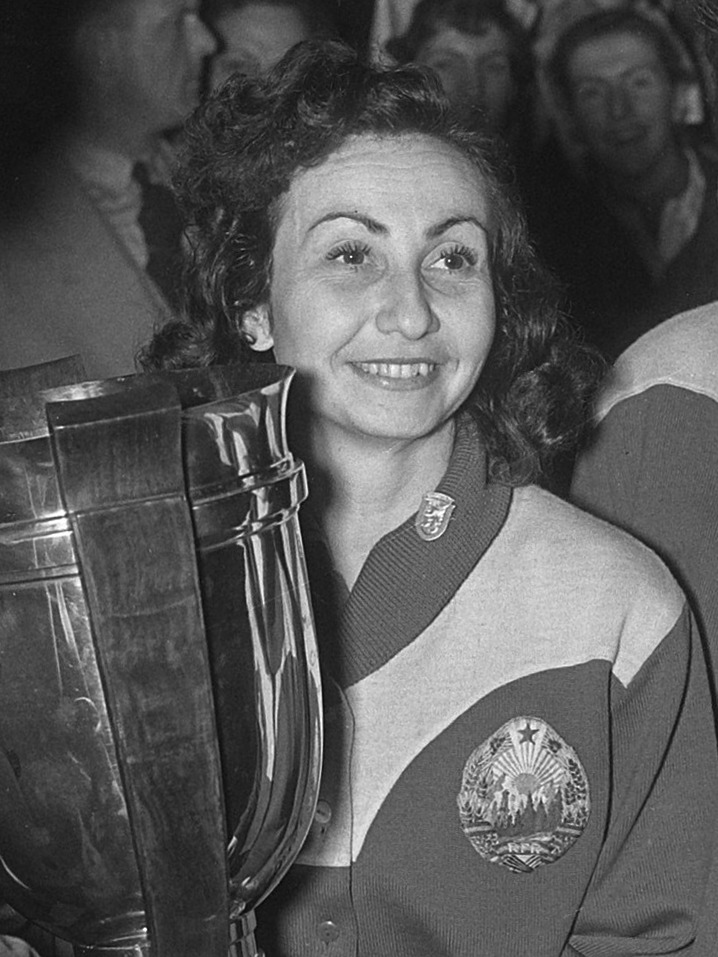
Angelica Rozeanu
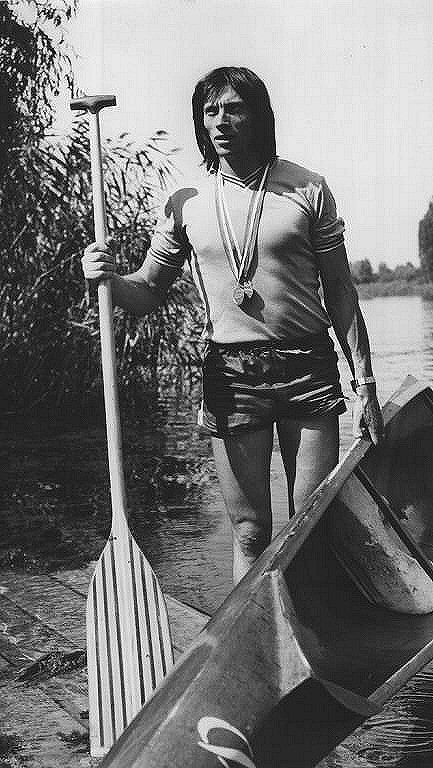
Ivan Patzaichin
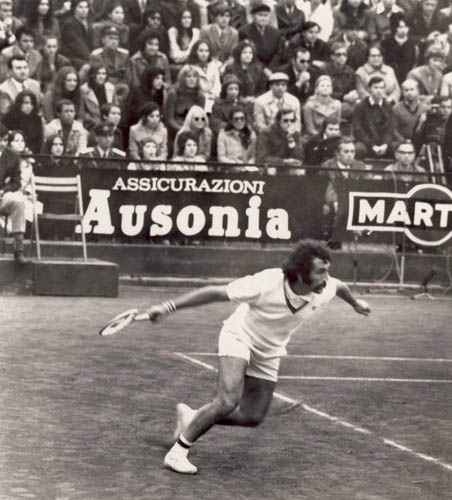
Ion Țiriac
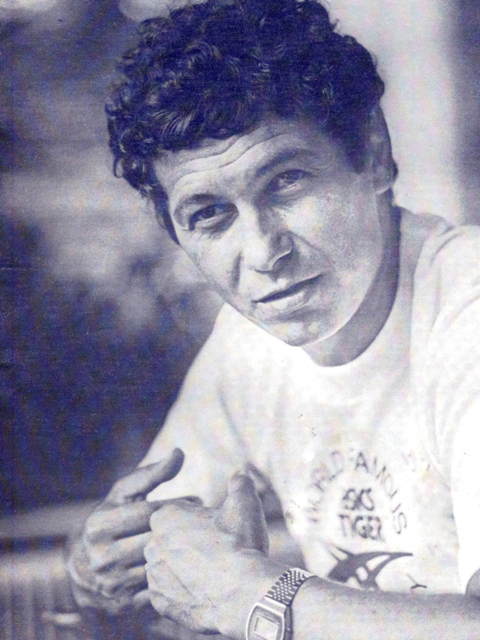
Mircea Lucescu
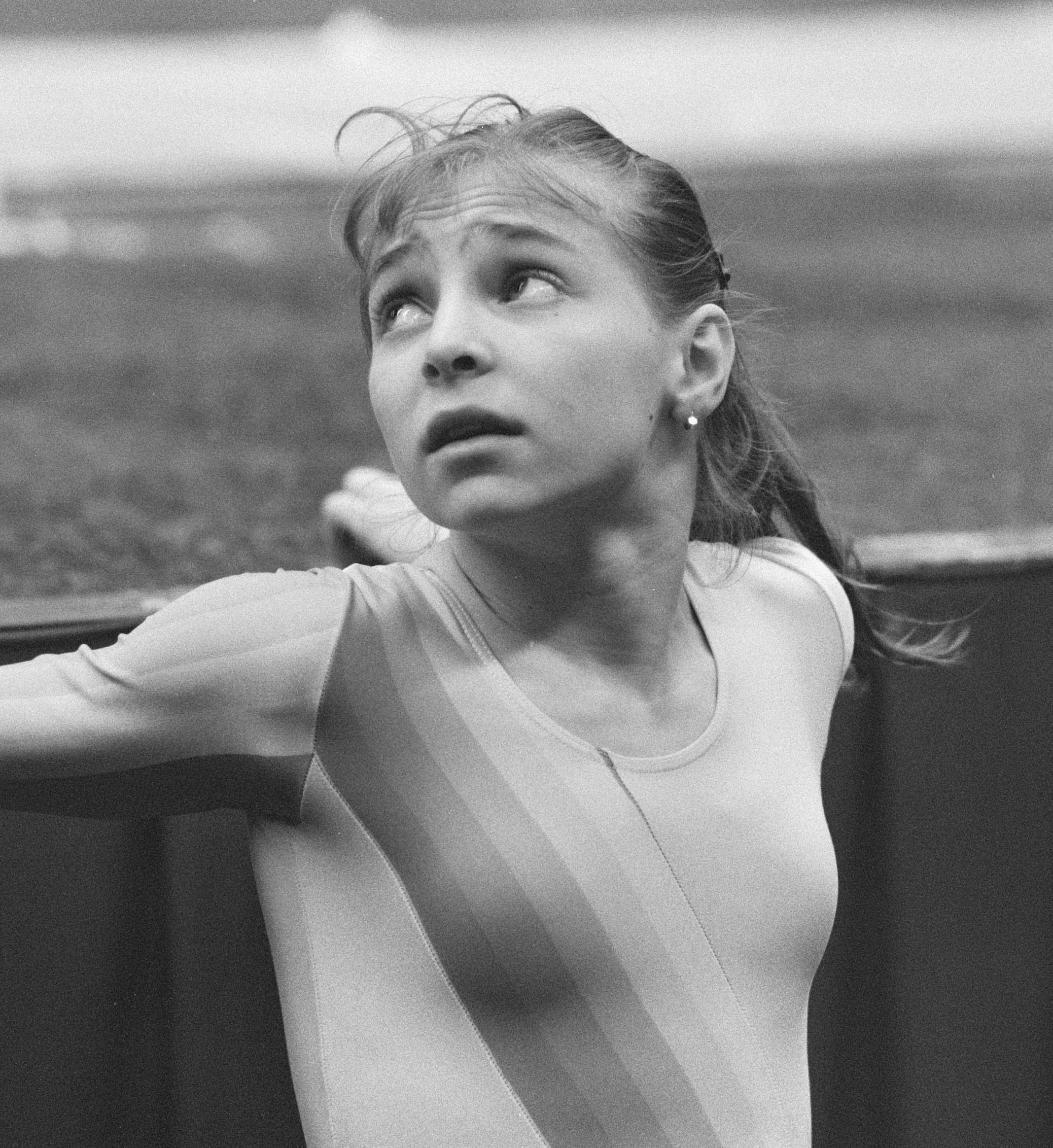
Daniela Silivaş
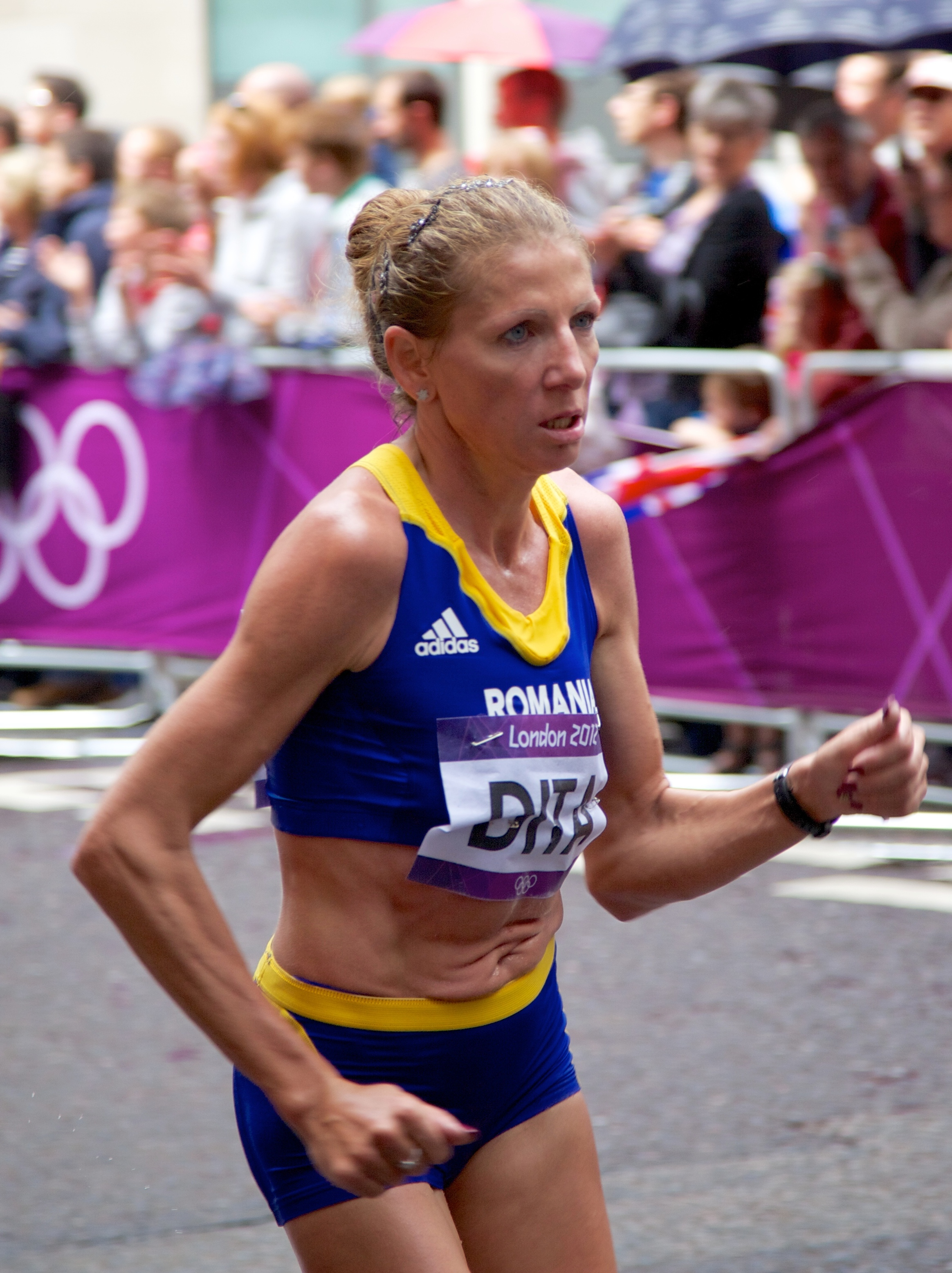
Constantina Tomescu
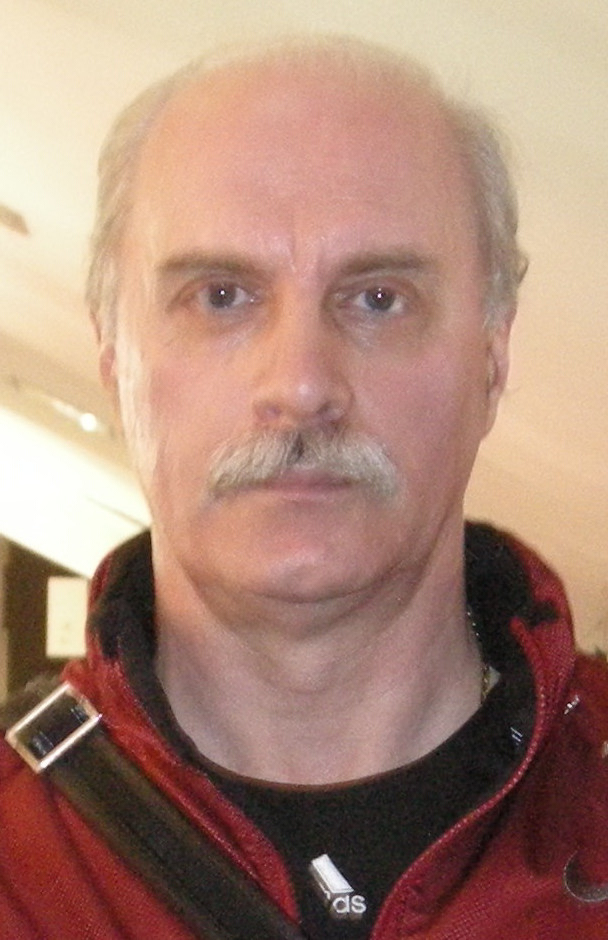
Octavian Bellu
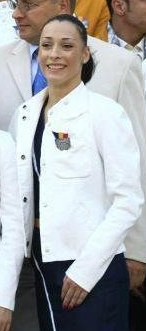
Cătălina Ponor

## Secciones
El club cuenta con secciones deportivas en 27 especialidades masculinas y femeninas. Los clubes deportivos representativos son los siguientes:
- FC Dinamo Bucureşti - fútbol
- CS Dinamo Bucureşti (balonmano)
- CS Dinamo Bucureşti (rugby)
- CS Dinamo Bucureşti (hockey)
- CS Dinamo Bucureşti (baloncesto)
- CS Dinamo Bucureşti (waterpolo)
- CS Dinamo Bucureşti (voleibol masculino)
- Dinamo Romprest Bucureşti - voleibol femenino
- CS Dinamo Bucureşti (béisbol)
- CS Dinamo Bucureşti (artes marciales)
- CS Dinamo Bucureşti (atletismo)
- CS Dinamo Bucureşti (boxeo)
- CS Dinamo Bucureşti (kayak)
- CS Dinamo Bucureşti (canoe)
- CS Dinamo Bucureşti (ciclismo)
- CS Dinamo Bucureşti (gimnasia)
- CS Dinamo Bucureşti (halterofilia)
- CS Dinamo Bucureşti (judo)
- CS Dinamo Bucureşti (kárate)
- CS Dinamo Bucureşti (lucha)
- CS Dinamo Bucureşti (natación)
- CS Dinamo Bucureşti (esgrima)
- CS Dinamo Bucureşti (tiro)
- CS Dinamo Bucureşti (taekwondo)
- CS Dinamo Bucureşti (tenis)
- CS Dinamo Bucureşti (ajedrez)
- CS Dinamo Bucureşti (esquí)